# Operacija Orada
Operacija Orada (5. – 6. prosinca 1991.) je akcija hrvatske vojske kojom je oslobođen grad Lipik, tada mjesto u općini Pakrac, što ga čini prvim oslobođenim gradom u Domovinskom ratu i jedinim do "Oluje".

## Rat u Lipiku i okupacija
Lipik je do kraja rujna ostao koliko - toliko pošteđen. Na Lipik su 19. kolovoza prve granate pale na dječji dom. Nakon toga uslijedio je mir do predvečerja kada je ponovno nekoliko granata palo u Ulici Matije Gupca i u blizini Vile Nenadović u centru grada. Do tada je na grad dnevno znalo pasti nekoliko granata bez većih posljedica; bilo je dana kada je bilo i potpuno mirno. Stanovništvo se masovno iseljavalo. Ostali su za sporadičnih granatiranja boravili u podrumima kuća. Poduzeća prestaju s radom. Staklana je smanjenim kapacitetima radila sve do 22. rujna kada je neprijatelj prekinuo dotok plina u Lipik. Sve se promijenilo 24. rujna kada je otpočeo žestoki minobacački napad; od tada je dnevno na mjesto padalo na stotine granata.
Neprijatelj je 11. listopada premostio rijeku Pakru na ulazu u Lipik, na mjestu mosta kojeg su branitelji minirali nekoliko dana ranije kao bi spriječili ulazak tenkova. u ranim jutarnjim satima 12. listopada neprijatelj zauzima dio Lipika južno od željezničke pruge. Oko 06,00 kolona tenkova i pješaštva prelazi prugu i kreće se ulicom Marije Terezije prema centru. Branitelji u Hotelu Lipik otvaraju vatru po neprijateljskoj koloni i zaustavljaju jedan njezin dio. Dio kolone koja se probila do centra, sukobio se u žestokoj borbi s hrvatskim braniteljima, a dio kolone koja je zaustavljena kod Hotela, krenuo je Slavonskom ulicom i izbio kod benzinske crpke na glavnu prometnicu. 
Glavni smjer napada na Lipik bio je iz pravca Donjeg Čaglića, odnosno prometnice Lipik - Okučani. Drugi smjer napada bio je iz smjera sela Jagme prema Dobrovcu i Lipiku.
U napadu na Lipik brigadi iz Zrenjanina pridodan je i jedan bataljun domaćih četnika, pretežito Lipičana. Tada je Lipik napadalo gotovo tri tisuće četnika. Branitelji u Hotelu Lipik odolijevali su neprijatelju cijeli dan. Istu noć su se povukli prema dijelu Filipovca zvanom Tabor. 
Pobunjeni Srbi i JNA okupirali su 12. listopada južni dio Lipika. Pod njihovom kontrolom našli su se dijelovi Lipika južno od prometnice Filipovac - Dobrovac, cijela Ulica Matije Gupca, Ulica Ante Starčevića do benzinske crpke, te Ulica Ivana Gorana Kovačića sjeverno od glavne prometnice. 
Hrvatske snage toga su se dana povukle u Tabor i preustrojile. Jedan njihov dio, oko 40 branitelja, sutradan se vratio u neokupirani Lipik. Uspostavili su nove punktove u skladu s novom crtom razgraničenja. Hrvatske snage su od tada kontrolirale Školsku ulicu, Ulicu Vladimira Nazora, veći dio Crkvene i Frankopanske, Ulicu Nikole Tesle, Filipovačku ulicu, Ulicu Ante Starčevića do benzinske crpke. 
U Frankopanskoj ulici uspostavljen je punkt u kući Berislava Barčana. Nekoliko dana kasnije, u ulicu dolazi postrojba HOS-a iz Kutine i postavlja punkt preko puta, u kući Subanovića.
U Crkvenoj ulici punkt je bio u kući Zvonka Ivoševića. U Ulici Ante Starčevića bili su punktovi u kućama Dašeka, Slavka Sertića i Nemetovih. U školskoj ulici u kući Ive Strehovca, Mile Ivanovića i Joze Lapaša. Punkt Zmija 28 u Ulici N. Tesle bio je preko puta kuće Rudolfa Keća. 
Na ovim crtama razgraničenja vodile su se teške ulične borbe sve do 28. studenog. Snažnom ofenzivom, snage neprijatelja zauzele su gotovo cijeli Lipik 28. studenog. Prodrle su u Frankopansku, Crkvenu, Školsku, te Ulicu Ante Starčevića - preostali, neokupirani dio Lipika. Naše snage povukle su se u Tabor i Prekopakru. U večernjim satima iz Pakraca, kojega je neprijatelj također žestoko napao, u Filipovac stiže pomoć od dva voda, jer se u Lipiku brani i Pakrac, ali je bilo nemoguće vratiti početne položaje. To je bio najteži dan za branitelje Lipika u cijelom Domovinskom ratu. Uz vojni poraz imali su mnogo ranjenih i poginulih. Poginuo je zapovjednik obrane Lipika legendarni Ibrahim Abushaala - Gadafi. Crta bojišnice išla je Starčevićevom, Teslinom i Nazorovom ulicom sve do groblja. Nakon ovog poraza otpočela su planiranja i aktivnosti za oslobađanje Lipika. 

## Pripreme za oslobađanje Lipika
Nakon pada Lipika Zapovjedništvo Druge operativne zone Bjelovar započinje s užurbanim pripremama za oslobađanje. Prosudilo se da treba napasti što prije, dok snage 5. banjalučkog korpusa me dovuku u grad dodatne snage i ne učvrste obranu. Zapovjednik Operativne zone Bjelovar, brigadir Miroslav Jerzečić, u zapovjedništvo obrane sektora u Donju Obrijež 04. prosinca kao stručnu pripomoć za pripreme i provedbu oslobađanja upućuje svog zamjenika, brigadira Ivana Plasaja, pukovnika Josipa Tomšića (koji je trebao neposredno rukovoditi i koordinirati napad), pukovnika Željka Gašparca (načelnika inženjerije) i satnika Ozrena Veselića koji je u Operativnoj zoni vršio dužnost načelnika topništva, a u napadu je trebao neposredno rukovoditi topničkom potporom. Toga dana u 17,00 oni su u zapovjedništvu sektora organizirali sastanak na kojem su razradili kompletan plan napada i izdali zapovijedi podređenim zapovjednicima. Sastanku su prisustvovali zapovjednik obrane Pakraca, pukovnik Ivan Štefanec, zapovjednik 104. varaždinske brigade, pukovnik Ivan Rukljić, zapovjednik MUP-a iz Poljane, Đemo Paloš, zapovjednik 54. samostalnog bataljuna iz Čakovca, Vladimir Šajn, zapovjednik 3. križevačke pješačke bojne 117. "R" brigade Koprivničko-križevačke pukovnik Zvonko Beljo, zapovjednik 76. samostalnog pakračkog bataljuna, Stjepan Klasnić, načelnik štaba operativne grupe, Antun Brkljačić - Tinča, zapovjednik tenkovske čete, Darko Banjeglav - Tigar, zapovjednik samohodne protuoklopne bitnice, Gedeon Berek, zapovjednik topova 122 mm, tzv. gvozdika, Miroslav Jurković - Vučko i instruktor Miroslav Antić, zapovjednik haubica 105 mm iz 104. brigade, Branko Bešanić, dr. Miroslav Kinčl - Igla, Nail Brulić - Babo, zapovjednik Policijske postaje Pakrac, zamjenik zapovjednika 76. samostalnog bataljuna, Marijan Kulhavi – Foka, operativac u Operativnoj grupi Pakrac, Duško Kliček i Dragan Selak iz osiguranja. Sastanak je bio vrlo konstruktivan, ali su neki od zapovjednika ipak izražavali bojazan i sumnju u provedivost akcije. Brigadir Ivan Plasaj, koji je vodio sastanak, komentirao je: "Posebnu sam pozornost poklonio tome da zapovjednicima ulijem samopouzdanje i vjeru u uspjeh te da se uvjerim u to znaju li točno što im je zadaća. Sastanak sam završio otprilike ovim riječima: "Zamisao za napad je dobra - imamo ih. Ako netko naiđe i na malo jači otpor neprijatelja, zahtijevajte topničku potporu, ako treba i srušiti neki objekt ispred nas, srušit ćemo ga, ali Lipik moramo osloboditi. Početak napada bit će sutra u 09,00 s topničkom pripremom." Poslije moje završne riječi nitko od zapovjednika nije imao nikakvih primjedbi i otišli su u svoje postrojbe radi završnih priprema za napad."

## Tijek akcije
Napad je počeo prema planu, topničkom pripremom u 09,00, a izveden je obuhvatom, s glavnim udarom po čelu. U napadu je sudjelovalo oko 600 boraca uz potporu tenkova i topništva. Na lijevom krilu je od Tabora krenula satnija 54. čakovečkog bataljuna pod zapovjedništvom Zvonimira Košira. Cilj joj je bio proboj prema pruzi i ugrožavanje boka neprijatelja. Zajedno s njima išla je i postrojba MUP-a Lipik pod zapovjedništvom Emira Delića - Ribe te nekolicina boraca 76. bataljuna. Na glavnom smjeru napada od Klise prema središtu Lipika išle su u više pravaca postrojbe MUP-a iz Poljane pod zapovjedništvom Đeme Paloša - Kobre i neposrednim vodstvom Nikole Cvitanovića - Mike. S njima je napadao i dio lipičke satnije 76. bataljuna, vod MUP-a iz Zaboka i tenkovi. Desnim krilom napadao je dio lipičke satnije 76. bataljuna pod zapovjedništvom Drage Kšiška i Marka Lujića na smjeru Klisa - Dobrovac. Preko Turkovače i Klizavca četnike je u Kukunjevcu napale dvije satnije iz sastava 3 bataljuna 117. koprivničko - križevačke brigade pod zapovjedništvom Bože Lazara i Željka Jalžabetića Cike, a od Gaja 2. satnije 54. čakovečkog bataljuna. Dr. Kinčl i dr. Golem neposrednu su pratili postrojbe u borbi, uz potporu sanitetskih stacionara iz Prekopakre (dr. Ević) i Donje Obriježi (dr. Milinčević i dr. Dakić). Ova akcija je zahtijevala i do tada najsloženiju logističku potporu koja je u potpunosti omogućila sva borbena djelovanja. 
Do noći 05. prosinca nakon teških i žestokih bojeva, lijevo krilo i sredina udara naših snaga uspjeli su osloboditi sjeverni dio LIpika i učvrstiti obranu, a tenkovi su se povukli prema Klisi jer je neprijatelj za protutenkovsku borbu koristio i helikoptere. Najveći posao odradila je lipička satnija 76. bataljuna koja je uspjela osloboditi Dobrovac i potpuno presjeći neprijateljske snage. Napad prema Kukunjevcu je bio zaustavljen i odlučeno je da se sutradan pokuša s napadom iz drugog smjera.

## Konačno oslobođenje
Petak 06. prosinca 1991. bio je povijesni dan za Lipik. Naše snage su uspješno nastavile napad i oslobodile grad. Do mraka je oslobođen i Kukunjevac. Neprijatelji su se žestoko borili i pokušali prodrijeti preko Dobrovca, ali su ih naše snage odbile. Već 07. prosinca naši branitelji su pregrupirali svoje snage i obranu Lipika je preuzela lipička, to jest 1. satnija 76. bataljuna, pripadnici lipičkog MUP-a i bataljun 104. varaždinske brigade iz Ivanca. Narednih dana srbočetnici su žestoko napali Lipik i Pakrac, ali su ih branitelji uspješno odbijali i potiskivali.
Koliko je akcija bila dobro planirana i vješto izvedena, svjedoči i činjenica da je poginulo pet boraca, a ranjena dvadeset i dvojica. Akcija ima iznimno, pa i povijesno značenje u Domovinskom ratu jer je Lipik prvi oslobođeni grad ratne 1991. godine, a sve do "Oluje" 1995. godine jedini oslobođeni grad u Hrvatskoj. Posebno je značajno da je oslobođen velikom hrabrošću boraca i dobrim rukovođenjem, a protiv neprijatelja koji su imali znatnu prednost u naoružanju.
Zasluge za veliku ratnu pobjedu pripadaju zasigurno svima, ali posebno Lipičanima - braniteljima koji su Lipik čuvali i branili mjesecima, najčešće sami, i nisu ga napuštali niti pri najžešćim napadima četnika, ostajući srcem u svakoj njegovoj ulici i kući, a fizički nakratko samo na njegovim rubnim dijelovima, kao njegovi vjerni gospodari.

## Također pogledajte
- Bitka za Pakrac
- Napad na Pakrac
- Pokolj u Kusonjama 8. rujna 1991.
- Evakuacija bolnice u Pakracu
- Bitka za Batinjane
- Operacija Alfa
- Stjepan Širac
- Ibrahim Abushaala – "Gadafi"
- Marijan Kulhavi – Foka

## Vanjske poveznice
- YouTube: Bitka za Lipik
- Branko Križan i Stjepan Benković: Od izbora do proboja neprijatelja u Lipik Podlistak "Lipik u Domovinskom ratu - 1. dio", Compas.com.hr. 6. studenoga 2016.